# 上海市新中高级中学
上海新中高级中学，位于上海市静安区原平路400号。

## 沿革
上海新中高级中学起源于1925年创建的钱业学校，由钱业公会的秦润卿任校董会会长。1956年更名为新中中学。1998年迁现址重建，是上海市第一批实验性示范性高中。